# Израелске железнице
Израелске железнице (хебр. רַכֶּבֶת יִשְׂרָאֵל, Rakevet Yisra'el; арап. الإسرائيلية‎‎) најзначајнија је компанија задужена за железнички саобраћај на територији Државе Израел, и налази се у стопроцентном власништву државе. Укупна дужина свих железничких линија на територији Израела је 1.138 километара. Седиште компаније налази се у Тел Авиву.